# Ransbergs församling
Ransbergs församling är en församling i Tibro pastorat i Billings kontrakt i Skara stift. Församlingen ligger i Tibro kommun i Västra Götalands län. Tillhörde tidigare Vadsbos kontrakt.

## Administrativ historik
Församlingen har medeltida ursprung. En del av församlingen utbröts 6 augusti 1831 för att bli en del av den då bildade Karlsborgs garnisonsförsamling.
Församlingen var till 2002 moderförsamling i pastorat Ransberg och Mölltorp som från 1962 även omfattade Breviks församling. Från 2002 är den annexförsamling i pastoratet Tibro och Ransberg.

## Organister
| Period    | Namn              | Levnadstid | Övrigt   |
| --------- | ----------------- | ---------- | -------- |
| 1854-1885 | Andreas Bäckström | 1811-1902  | Organist |

## Kyrkor
- Ransbergs kyrka